# Калугеровски манастир
Калугеровският манастир „Свети Никола“ е манастир в Пазарджишката духовна околия на Пловдивската епархия на Българската православна църква.

## Местоположение
Намира на около 2 км. от пазарджишкото село Калугерово, Община Лесичово в южните ридове на Средна гора по поречието на р.Тополница непосредствено преди да излезе от Средна гора и да навлезе в тракийското поле. Манастирът е действащ с един монах, храмовият празник е на 6 декември.

## История
Следи от обитаване на мястото има още от римски времена – открити са мраморен римски саркофаг и римски монети.
Според някои сведения манастирът е съществувал още по време на кръстоносните походи (XI-XIII век) и в 1419 г. е разрушен от турците, но по-късно е възстановен. Споменава се за пръв път в ръкописна бележка от 1693 г. върху миней. През XVII и XVIII в. Калугеровският манастир е средище на книжовна дейност.
Васил Левски е укриван в манастира. По-късно манастирското братство, начело с игумена йеромонах Кирил Слепов, взема дейно участие в подготовката и избухването на Априлското въстание (1876). На 11 и 12 февруари тук провежда събрание Георги Бенковски. По време на въстанието е изгорен от турците. През 1906-1908 е изграден наново. Запазена е мраморна плоча от времето на римския император Юлиан (361-363) и няколко мраморни плочи от 19 и началото на 20 век с надписи на български език.

## Описание
Църквата „Св. Никола“ е висока, еднокорабна, едноапсидна базилика с кула – камбанария над входния западен портал. Основният камък на храма е положен през 1898 г., но на това място са продължили хората да палят свещи още след Освобождението от османска власт, в руините на старата манастирска църква.